# NGC 7814
NGC 7814，也稱為UGC 8或科德韋爾43，是位於飛馬座，並以側面朝向地球的一個螺旋星系，距離4,000萬光年。這個星系有時被做為梅西爾104的一個縮影，稱為"小墨西哥寬邊帽"。這個星系的背景星場因為暗淡而著稱，因此在影像中可以影像中可以看見如同哈伯深空一樣遙遠的星系。 

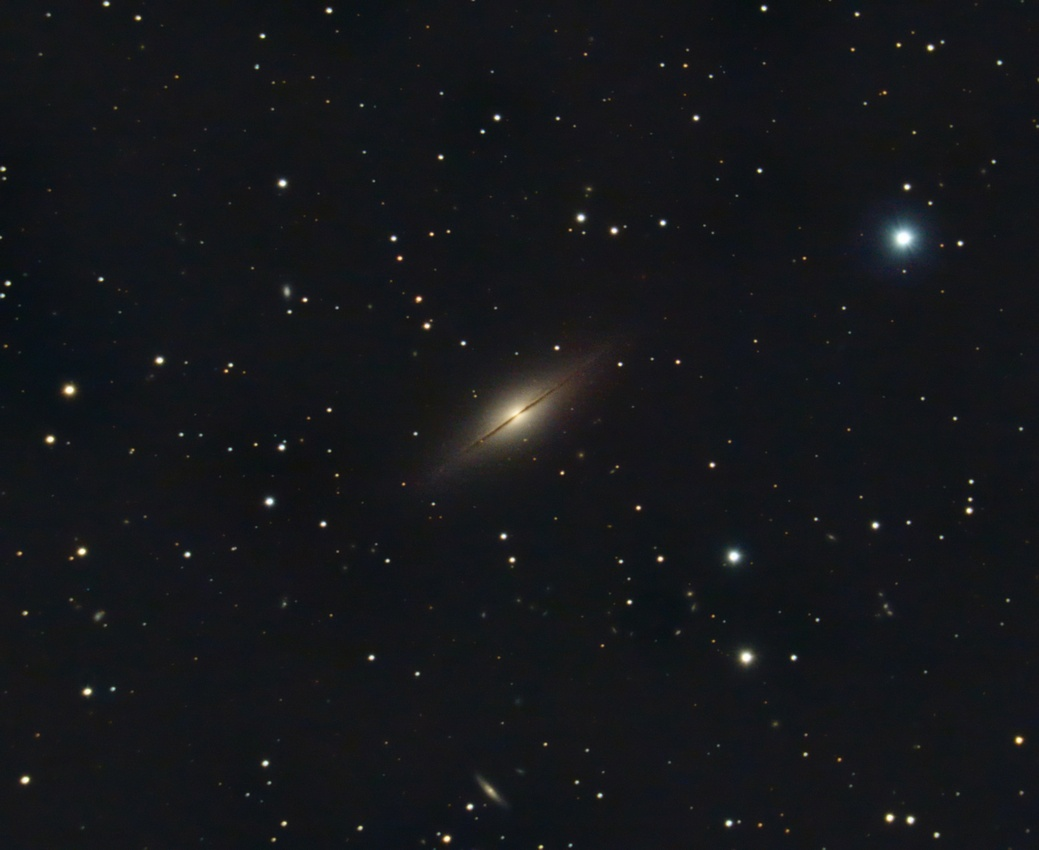
業餘望遠鏡拍攝的NGC 7814。

## 外部連結
- NOAO: NGC 7814（页面存档备份，存于）
- WikiSky上关于NGC 7814的内容：DSS2, SDSS, GALEX, IRAS, 氢α, X射线, 天文照片, 天图, 文章和图片